# 世代
世代（せだい、英語: generation）
1. 親、祖父母、子供、孫と数える助数詞。あるいは世代集団が次の世代の子を作るまでの周期または期間。代、世。主に人間のことをいうが、他の生物についても使う。
2. 誕生した時期を共有する集団。世代集団、世代群。コーホート。
3. （生物学）ほぼ同時期に出生した一群の個体[1]。
4. ほぼ同時期に存在する同系統の機械や規格などの型。

## 各国での世代の研究
世代名は特定の年代を一括りにした呼称であり、出生、就学、就職などの時期の社会情勢や、出生時期の節目（元号や世紀など）によって区切られることが多い。

### 日本の世代
日本においては、西暦ではなく和暦で表記されることも多いため、生年月日を記載する際も、生まれた時の元号（もしくは、元号の頭文字のアルファベット）を選択して和暦で記載する場合があり、元号で生まれを区分されている。改元期の2019年に一部の省庁では公式文書を西暦表記で統一することも検討されたが、元号表記が減る流れにある一方で、2018年時点でのアンケートにおいて、生まれ年を元号で答える事が多いと回答した20代〜50代は約4割を占めており、依然として元号で生年月日を答える人が多い。
また、元号による区分以外にも様々な世代名が存在するが、ここではウィキペディアに記事が存在する世代について紹介する。世代の定義も人によって異なるが、ここで示されている「生まれた年」はリンク先の定義をもとに表記している。なお、範囲についての出典のないものやリンク先に複数の出典が存在するものは、ここでの範囲と異なっている場合があるので、注意が必要である。
| 生まれた時代 | 生まれた年月日               | 世代名         | 生まれた年月日                | 世代名             | 生まれた年月日 |
| ------------ | ---------------------------- | -------------- | ----------------------------- | ------------------ | -------------- |
| 明治生まれ   | 1868年10月23日-1912年7月30日 |                |                               |                    |                |
| 大正生まれ   | 1912年7月30日-1926年12月25日 | 大正世代       | 1912年7月30日-1926年12月25日  |                    |                |
| 昭和生まれ   | 1926年12月25日-1989年1月7日  |                |                               |                    |                |
| 昭和生まれ   | 1926年12月25日-1989年1月7日  | 昭和一桁       | 1926年12月25日-1934年12月31日 |                    |                |
| 昭和生まれ   | 1926年12月25日-1989年1月7日  | 焼け跡世代     | 1935年-1946年                 |                    |                |
| 昭和生まれ   | 1926年12月25日-1989年1月7日  | 焼け跡世代     | 1935年-1946年                 | 全共闘世代         | 1941年-1949年  |
| 昭和生まれ   | 1926年12月25日-1989年1月7日  | 団塊の世代     | 1947年-1949年                 | 全共闘世代         | 1941年-1949年  |
| 昭和生まれ   | 1926年12月25日-1989年1月7日  | しらけ世代     | 1950年-1964年                 |                    |                |
| 昭和生まれ   | 1926年12月25日-1989年1月7日  | しらけ世代     | 1950年-1964年                 | 断層の世代         | 1951-1960年    |
| 昭和生まれ   | 1926年12月25日-1989年1月7日  | バブル世代     | 1965年-1976年                 | 新人類             | 1961年-1970年  |
| 昭和生まれ   | 1926年12月25日-1989年1月7日  | 氷河期世代     | 1974年-1981年                 |                    | 1961年-1970年  |
| 昭和生まれ   | 1926年12月25日-1989年1月7日  | 氷河期世代     | 1974年-1981年                 | 団塊ジュニア       | 1971年-1974年  |
| 昭和生まれ   | 1926年12月25日-1989年1月7日  | 氷河期世代     | 1974年-1981年                 | ポスト団塊ジュニア | 1975年-1981年  |
| 昭和生まれ   | 1926年12月25日-1989年1月7日  | キレる17歳世代 | 1982年4月2日-1987年4月1日     |                    |                |
| 昭和生まれ   | 1926年12月25日-1989年1月7日  | さとり世代     | 1987年4月2日-2004年4月1日     |                    |                |
| 平成生まれ   | 1989年1月8日-2019年4月30日   | さとり世代     | 1987年4月2日-2004年4月1日     |                    |                |
| 平成生まれ   | 1989年1月8日-2019年4月30日   | コロナ世代     | 2001年-2014年                 |                    |                |
| 令和生まれ   | 2019年5月1日-                |                |                               |                    |                |

- 詳細およびその他の出典は、それぞれのリンク先を参照。
- 生年月日については、月日の表示がない世代は原則始まりはその年の1月1日で終わりがその年の12月31日までである。
- 4月2日から翌年4月1日までで区切られるものは、日本の学校の学年（≒年度）生まれで区切られているものである。「学年」「年齢計算ニ関スル法律」「学校教育法」を参照。

各世代の変遷

### アメリカ合衆国
アメリカにおける各世代の範囲は「○○の時代」を世代としてくくる例が多く、世代の幅も10-20年となる例が多い（ジェネレーションX以降は概ね16年ごとに区切られている）。
例えば、アメリカの「ベビーブーマー」は日本版である「団塊の世代」よりも幅が広く、「第二次世界大戦の終結からケネディ政権」の時代に生まれた世代を指している。同様に、「ベビーブーマー」の親世代である「ビート・ジェネレーション」も「第一次世界大戦からローリング・トゥエンティーズまで」の時代に生まれた世代を指している。
この他、1980年代から1990年代（中期あるいは後半頃）に生まれた2000年代以降に社会に進出する世代である「ジェネレーションY」は、「ミレニアル世代」あるいは「ミレニアルズ」と呼称されるケースが多くなっている。

アメリカ合衆国および西洋世界などにおける主な世代区分
（世代の範囲はピュー研究所などの区切りに基づく）

| 生まれた年            | 世代名                                                          | またがる世代                                 | 生まれた年    |
| --------------------- | --------------------------------------------------------------- | -------------------------------------------- | ------------- |
| 1860年-1882年         | ミッショナリー・ジェネレーション （Missionary Generation）      |                                              |               |
| 1883年-1900年         | 失われた世代、ロストジェネレーション （Lost Generation）        |                                              |               |
| 1901年-1927年         | グレイテスト・ジェネレーション （Greatest Generation）          | 戦間期世代 （Interbellum Generation）        | 1901年-1913年 |
| 1901年-1927年         | グレイテスト・ジェネレーション （Greatest Generation）          | ビート・ジェネレーション （Beat Generation） | 1914年-1929年 |
| 1901年-1927年         | グレイテスト・ジェネレーション （Greatest Generation）          | ジャズ・エイジ （Jazz Age）                  | 1918年-1929年 |
| 1928年-1945年         | サイレント・ジェネレーション （Silent Generation）              |                                              |               |
| 1946年-1964年         | ベビーブーマー （Baby Boomers）                                 |                                              |               |
| 1965年-1980年         | ジェネレーションX （Generation X）                              |                                              |               |
| 1980年代-1990年代前半 | ミレニアルズ / ジェネレーションY （Millennials / Generation Y） |                                              |               |
| 1990年代後半-2000年代 | ジェネレーションZ （Generation Z）                              |                                              |               |
| 2010年代-2020年代前半 | ジェネレーションα （Generation Alpha）                          |                                              |               |
| 2020年代後半-2030年代 | ジェネレーションβ （Generation Beta）                           |                                              |               |

## 周期

日本における出産時の母親の年齢階級別割合の推移

女性が第1子を出産する年齢の平均は国や時代によって多少異なるが、おおよそ25〜30年である。2015年の日本では30.7歳（厚生労働省調べ）である。1963年から毎年統計が取られており、30年前の1976年には25.7歳だったが、晩婚化の影響を受け徐々に高くなる傾向にある。他国では、2007年のアメリカ合衆国では25.2歳、2004年のイギリスでは27.4歳、2006年のオーストラリアでは30歳である。
ただし、実際は第2子以降もおり（日本での第2子の出産年齢の平均は、2015年では32.5歳）、また夫の年齢は妻より高い（2013年では33.6歳）。そのため、親子の平均の年齢差、つまり「1世代」はこれらの数値より多少長くなる。
なお、「世代」の「世（せい、よ）」は30年を表す時間の単位でもあり、漢字の字形も「十」を3つ組み合わせたものである。30年（1世）を3等分（10年毎）、5等分（6年毎）、6等分（5年毎）などに分けて数える方法もある。また、2世（60年）を還暦、12世（360年）を1運という。
次の表では1世代を30年で単純計算した年数を表す。
| 世代間隔       | 続柄     | 年数間隔 | 血縁  |
| -------------- | -------- | -------- | ----- |
| 8代前          | 八世の祖 | 240年前  | 1/256 |
| 7代前          | 七世の祖 | 210年前  | 1/128 |
| 6代前          | 六世の祖 | 180年前  | 1/64  |
| 5代前          | 五世の祖 | 150年前  | 1/32  |
| 4代前          | 高祖父母 | 120年前  | 1/16  |
| 3代前          | 曾祖父母 | 90年前   | 1/8   |
| 2代前          | 祖父母   | 60年前   | 1/4   |
| 1代前          | 親       | 30年前   | 1/2   |
| 当代（第1代）  | 当人     | 0年      | 1     |
| 1代後（第2代） | 子       | 30年後   | 1/2   |
| 2代後（第3代） | 孫       | 60年後   | 1/4   |
| 3代後（第4代） | 曾孫     | 90年後   | 1/8   |
| 4代後（第5代） | 玄孫     | 120年後  | 1/16  |
| 5代後（第6代） | 来孫     | 150年後  | 1/32  |
| 6代後（第7代） | 昆孫     | 180年後  | 1/64  |
| 7代後（第8代） | 仍孫     | 210年後  | 1/128 |
| 8代後（第9代） | 雲孫     | 240年後  | 1/256 |

## 技術の世代
人間や生物の世代になぞらえ、技術革新などによる技術や設計思想の入れ替わりを世代と呼ぶ。次のような分野で多用される。
- コンピュータ - 第1世代（真空管）・第2世代（トランジスタ）・第3世代（IC）・第4世代（LSI）・第5世代・第6世代
- 家庭用ゲーム機 - 「ゲーム機#略史」を参照
- 通信システム（携帯電話） - 1G ・ 2G ・ 3G ・ 3.5G ・ 3.9G（LTE）・ 4G ・ 5G ・ 6G（次世代規格）

なお、現行機や現行技術・規格の次の世代のものは次世代機、次世代〜と呼ばれている。

## 生物学
生物学では「generation」「世代」と言うと、ほぼ同時期に出生した一群の個体を意味する。ただしヒトのように、一年を通してどの季節でも出生の起きるものでは「世代」という概念・区分は便宜的なものとなる。

### 世代の重なり合い（generation overlapping）
異なる世代に属する各齢層（age class）の個体が、同時に生きる（共存する）場合を「世代の重なり合いが完全である」と言う。ヒトはこの例である。
ある時期に注目すると一部の齢層だけが存在する場合は「世代の重なり合いが不完全である」と言う。寿命の短い昆虫類や一年生の草木ではこうなっているものが多い。